# 白虎隊〜敗れざる者たち
『白虎隊〜敗れざる者たち』（びゃっこたい やぶれざるものたち）は、2013年1月2日に新春ワイド時代劇として放映されたテレビ東京のテレビドラマ。放映時間は17:00 - 23:48（JST）。
幕末の会津藩を、家老・西郷頼母の視点から描いた作品である。

## キャスト

### 西郷家
- 西郷頼母（会津藩家老）：北大路欣也
- 西郷千恵子（頼母の妻）：黒木瞳
- 西郷律子（頼母の母）：渡辺美佐子
- 西郷眉寿子（頼母の妹）：国仲涼子
- 西郷由布子（頼母の妹）：前田亜季
- 西郷永四郎（頼母の弟）：藤原薫
- 西郷細布子（頼母の長女）：未来穂香（幼少期：八木優希）
- 西郷瀑布子（頼母の次女）：大森絢音（幼少期：江良陽彩）
- 西郷吉十郎（頼母の長男）：岡亮（幼少期：西本晴紀）
- 西郷田鶴子（頼母の三女）：澤田萌音（幼少期：南響）
- 西郷常磐子（頼母の四女）：豊嶋花
- 西郷季子（頼母の五女）：矢崎由紗

### 会津藩
- 松平容保（藩主）：伊藤英明
- 照姫（容保の義姉）：水野真紀
- 萱野権兵衛（家老）：小林稔侍
- 中沢鉄之助（眉寿子の婚約者、藩士）：渡辺大
- 梶原平馬（家老）：本田大輔
- 内藤介右衛門（家老）：東根作寿英
- 田中土佐（家老）：寺田農
- 神保内蔵助（家老）：石田太郎
- 神保修理（公用方若年寄）：萬雅之
- 外島機兵衛（容保の側近）：大河内浩
- 横山主税（父・江戸家老）：小沢象
- 横山主税（子・若年寄）：柳沢貴彦
- 佐川官兵衛（軍事参謀）：RIKIYA
- 秋月悌次郎（公用方用人）：山下規介
- 井深梶之助（小姓頭）：浅香航大
- 治兵衛（名主）：中村嘉葎雄
- 吾助（百姓）：えなりかずき

### 白虎隊士中二番隊
- 日向内記（中隊長）：山田純大
- 飯沼貞吉（頼母の甥）：須賀健太（幼少期：谷藤力紀）
- 井深茂太郎（同上）：西井幸人
- 篠田儀三郎：中村蒼
- 安達藤三郎：和田崇太郎
- 有賀織之助：東谷柊一
- 池上新太郎：藤原儀輝
- 石田和助：岡山天音
- 石山虎之助：矢本悠馬
- 伊東悌次郎：吉原拓弥
- 伊藤俊彦：竹村翔
- 鈴木源吉：ささの友間
- 津川喜代美：秋元龍太朗
- 津田捨蔵：石河朋樹
- 永瀬雄次：千阪健介
- 西川勝太郎：瀬戸尚哉
- 野村駒四郎：光平崇弘
- 林八十治：米本来輝
- 間瀬源七郎：椿直
- 簗瀬勝三郎：柿澤司
- 簗瀬武治：大久保祥太郎

### 新選組
- 土方歳三：岸谷五朗
- 近藤勇：梨本謙次郎
- 芹沢鴨：隆大介
- 沖田総司：平間壮一

### その他
- 杉田兵庫：橋本一郎
- 勘蔵：山上賢治
- 信蔵：西興一朗
- 松平喜徳：栗原吾郎
- 鵜飼家番士：いわいのふ健
- 小柳友貴美、澤山薫、三井智映子、掛田誠、城戸裕次、若林久弥、俊藤光利　ほか

## スタッフ
- 監督：重光亨彦
- 脚本：ジェームス三木
- 音楽：谷川賢作
- 主題歌：加藤登紀子「風歌 KAZEUTA」
- 殺陣：宇仁貫三、森岡隆見
- 技術協力：アップサイド、サウンドライズ
- 編集・MA：映広
- VFX：ArtisTreeMedia
- CG：クロフネプロダクト
- スタジオ：日活撮影所、ワープステーション江戸
- 撮影協力：会津若松市、会津若松フィルムコミッション、会津武家屋敷、日新館　ほか
- 統括プロデューサー：佐々木彰
- チーフプロデューサー：小川治
- プロデューサー：山鹿達也、内堀雄三、元信克則
- 製作：テレビ東京、ユニオン映画

当シリーズで初めてユニオン映画が制作に関わっている。
同社は1986年の年末時代劇スペシャルのヒット作「白虎隊」（日本テレビ系）を制作した実績があった。

## 放送日程
| 各話   | 放送日 | 時刻          | タイトル                                          | 視聴率 |
| ------ | ------ | ------------- | ------------------------------------------------- | ------ |
| 第一部 | 1月2日 | 17:00 - 18:50 | 京都守護職 ならぬものはならぬ! 故郷に迫る激動の嵐 | 7.3%   |
| 第二部 | 1月2日 | 18:50 - 20:55 | 新選組 京都動乱! 戊辰の戦                         | 7.2%   |
| 第三部 | 1月2日 | 20:55 - 23:48 | 鶴ヶ城燃ゆ…白虎隊、妻よ、子よ永遠に               | 7.5%   |

## ネット局
| 放送対象地域   | 放送局                | 系列                        | 放送日                                        | 放送時間                  | 備考                |
| -------------- | --------------------- | --------------------------- | --------------------------------------------- | ------------------------- | ------------------- |
| 関東広域圏     | テレビ東京（TX）      | テレビ東京系列              | 2013年1月2日                                  | 17:00 - 23:48             | ※制作局             |
| 北海道         | テレビ北海道（TVh）   | テレビ東京系列              | 2013年1月2日                                  | 17:00 - 23:48             |                     |
| 愛知県         | テレビ愛知（TVA）     | テレビ東京系列              | 2013年1月2日                                  | 17:00 - 23:48             |                     |
| 大阪府         | テレビ大阪（TVO）     | テレビ東京系列              | 2013年1月2日                                  | 17:00 - 23:48             |                     |
| 岡山県・香川県 | テレビせとうち（TSC） | テレビ東京系列              | 2013年1月2日                                  | 17:00 - 23:48             |                     |
| 福岡県         | TVQ九州放送（TVQ）    | テレビ東京系列              | 2013年1月2日                                  | 17:00 - 23:48             |                     |
| 福島県         | 福島中央テレビ（FCT） | 日本テレビ系列              | 2013年1月27日                                 | 13:00 - 15:00             | 3週連続放送         |
| 福島県         | 福島中央テレビ（FCT） | 日本テレビ系列              | 2013年2月3日                                  | 13:00 - 15:00             | 3週連続放送         |
| 福島県         | 福島中央テレビ（FCT） | 日本テレビ系列              | 2013年2月10日                                 | 13:00 - 16:00             | 3週連続放送         |
| 新潟県         | 新潟テレビ21（UX）    | テレビ朝日系列              | 2013年5月3日                                  | 13:55 - 16:54             | 3日連続放送         |
| 新潟県         | 新潟テレビ21（UX）    | テレビ朝日系列              | 2013年5月4日                                  | 14:00 - 15:55             | 3日連続放送         |
| 新潟県         | 新潟テレビ21（UX）    | テレビ朝日系列              | 2013年5月5日                                  | 15:30 - 17:25             | 3日連続放送         |
| 岩手県         | IBC岩手放送（IBC）    | TBS系列                     | 2013年12月11日 - 19日                         | 月曜 - 金曜 16:53 - 17:50 | 全7回に分割して放送 |
| 日本全国       | BSジャパン            | テレビ東京系 BSデジタル放送 | 2015年1月13日 - 21日                          | 月曜 - 金曜 8:58 - 9:53   | 全7回に分割して放送 |
| 日本全国       | 時代劇専門チャンネル  | CS放送                      | 2015年10月28日 - 11月5日 （リピート放送あり） | 月曜 - 金曜 20:00 - 20:50 | 全7回に分割して放送 |

## 備考
前身シリーズ「12時間超ワイドドラマ」時代からお馴染みだった北大路の当シリーズ最後の主演作。助演でも出演していたため、ちょうど10作目の出演作ともなった。
当シリーズ最多の8作に主演した北大路だが、当作の25年前の12時間超ワイドドラマ「花の生涯」（1988年）主演の際は井伊直弼を演じており、当作と同じ、幕末の幕府側人物を演じていた。
「新春ワイド時代劇」で2010年から続いた約7時間枠の放送は、4作目の当作で最後となり、翌14年から5時間枠での放送へと更に短縮された。
初放送翌年の2014年2月に当作のBlu-ray BOXとDVD-BOXが発売された（発売：バップ）。各ボックスは販売専用で、同時にDVD単巻レンタルが開始されている。